# Adobe Fireworks
Adobe Fireworks is een computerprogramma voor beeldbewerking. Het maakt in tegenstelling tot vele andere beeldbewerkingssoftware naast bitmap-tekeningen ook vectortekeningen.
Vectortekeningen hebben het grote voordeel dat geen kwaliteitsverlies optreedt wanneer er wordt ingezoomd. Dit komt doordat niet de locatie van de pixels ten opzichte van elkaar wordt opgeslagen maar de vorm door gebruik te maken van wiskundige formules.

## Geschiedenis
- Fireworks 1 (1998)
- Fireworks 2 (1999)
- Fireworks 3 (1999)
- Fireworks 4 (2000)
- Fireworks MX (2002)
- Fireworks MX 2004 (2003)
- Fireworks 8 (2005)
- Fireworks CS3 (2007)
- Fireworks CS4 (2008)
- Fireworks CS5 (2010)
- Fireworks CS6 (2012)
- Fireworks CC (2014)

In 2005 werd Macromedia (de oorspronkelijke maker van Fireworks) overgenomen door Adobe. De naam werd toen veranderd van Macromedia Fireworks naar Adobe Fireworks. Op 6 mei 2013 kondigde Adobe aan dat de ontwikkeling van Fireworks gestaakt is en dat er geen nieuwe versies vrijgegeven zullen worden.